# ريجنالد تيت (سياسي)
ريجنالد تيت (بالإنجليزية: Reginald Tate)‏ هو سياسي أمريكي، ولد في 14 سبتمبر 1954. حزبياً، نشط في الحزب الديمقراطي. وقد انتخب عضو مجلس ولاية تينيسي.